# Tintinnabularia murallensis
Tintinnabularia murallensis är en oleanderväxtart som beskrevs av J.K. Williams. Tintinnabularia murallensis ingår i släktet Tintinnabularia och familjen oleanderväxter. Inga underarter finns listade i Catalogue of Life.